# Louis Laussedat
Louis Laussedat, né le 30 juillet 1809 à Moulins (Allier) et mort le 27 juillet 1878 à Moulins, où il est enterré, est un homme politique français.

## Biographie
Après des études de médecine à Paris, où il s'est battu lors des journées de juillet 1830 et a soutenu une thèse sur les avantages de l'allaitement maternel (1832), il s'installe comme médecin à Moulins. Il est un opposant résolu à la Monarchie de Juillet, prenant part à la campagne des banquets réformistes. Conseiller municipal de Moulins, il est élu député de l'Allier lors des élections de 1848 et siège à gauche. Il est membre du comité de l'Instruction publique et est proche de la gauche des républicains modérés. Par exemple, il est contre les poursuites contre Louis Blanc et Marc Caussidière, pour l'abolition de la peine de mort, le droit au travail et contre l'expédition de Rome. Il participe à la mise en accusation de Louis Napoléon Bonaparte. Il n'est pas réélu en 1849.
Il doit s'exiler en Belgique après le coup d’État du 2 décembre 1851 après sa proscription. Il s'installe comme médecin à Bruxelles et devient médecin de la famille royale de Belgique ; il fut ainsi mêlé au mystère de la naissance du général Maxime Weygand. Il fait alors partie de l'Académie royale de médecine de Belgique et fonde un journal médical.
Il se présente en 1871 dans l'Allier mais n'obtient que 37,87 % des voix sans être élu étant toujours en Belgique. Il se représente à nouveau en 1876, cette fois, en rentrant en France. Il est élu et siège au sein de l'Union républicaine. Il est l'un des 363 qui refusent la confiance au gouvernement de Broglie, le 16 mai 1877 et est réélu. Il est alors membre de la commission d'enquête électorale et après des visites départementales, conclus à plusieurs invalidations. Il est élu le 2 avril 1878 correspondant de l'Académie nationale de médecine.
Louis Laussedat est le frère du colonel Aimé Laussedat, directeur du Conservatoire des Arts et métiers et membre de l'Académie des sciences.

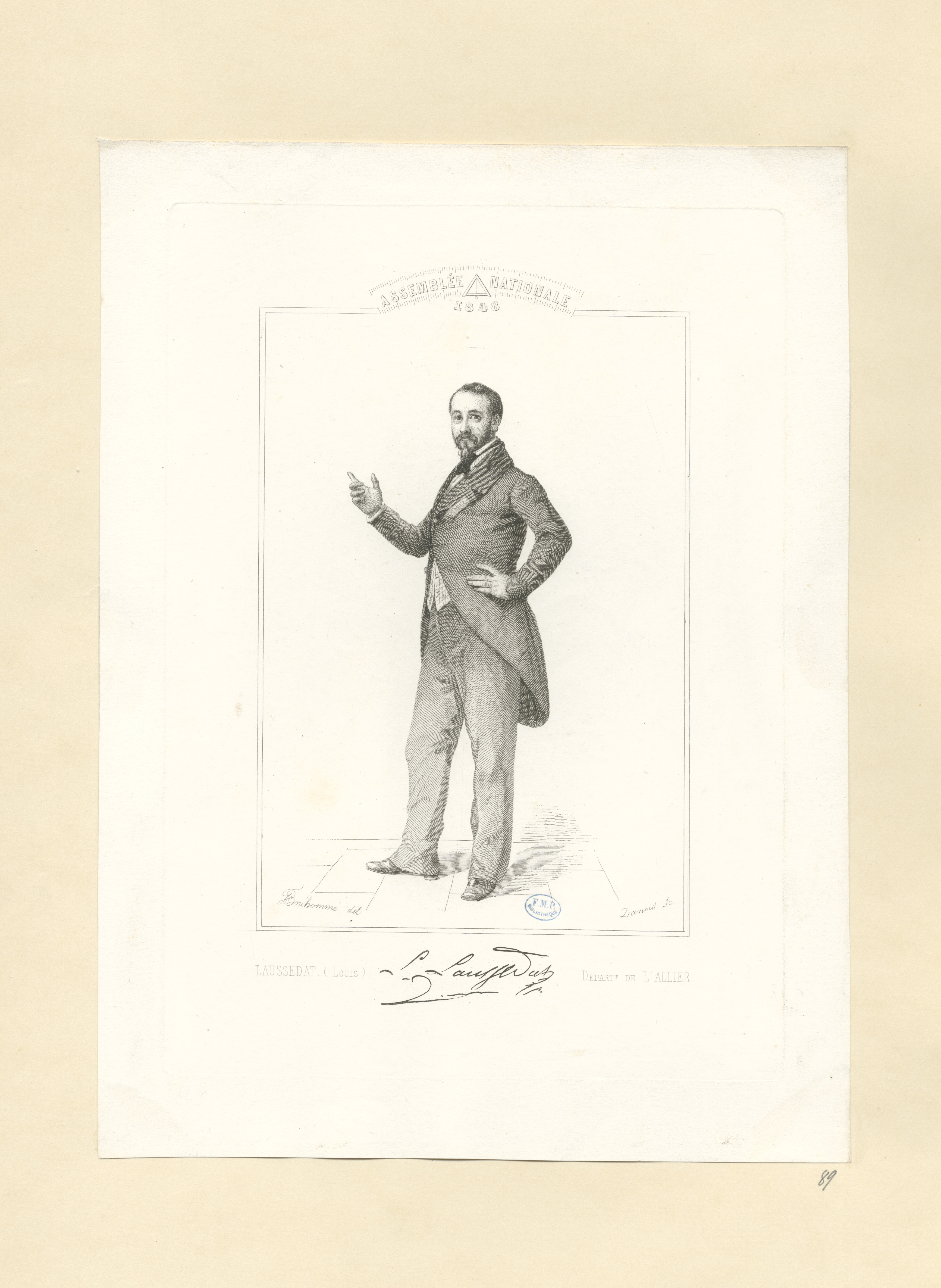
Portrait de Louis Laussedat, Ignace-François Bonhommé, Banque d'images de la Bibliothèque interuniversitaire de santé

## Œuvres et publications
- Considérations sur les avantages de l'allaitement maternel, [thèse de médecine de Paris, n° 38], imp. de Didot le Jeune, 1832, lire en ligne

## Sources
- « Louis Laussedat », dans Adolphe Robert et Gaston Cougny, Dictionnaire des parlementaires français, Edgar Bourloton, 1889-1891 [détail de l’édition]